# Ормомбеков, Анарбек Дарданович
Анарбек Дарданович Ормомбеков (род. 17 мая 1971 года, Кочкор-Ата, Киргизская ССР, СССР) —  киргизский футболист и тренер.
Игровая карьера прошла в командах «Талас» и СКИФ.
В 2001 году возглавил юношескую (до 16 лет) сборную Кыргызстана. В 2004 году возглавил молодёжную сборную.
В 2007—2008 годах руководил клубом «Кант-77». В 2008—2011 годах входил в тренерский штаб ФК «Дордой».
С января 2009 года по май 2011 года возглавлял тренерский штаб киргизской сборной.
В 2013 году возглавлял киргизскую молодёжку (U21).
С 2012 по ноябрь 2015 года возглавлял футбольный клуб «Ала-Тоо».
В ноябре 2015 года был назначен главным тренером ФК «Дордой»

.
Но уже в июне 2016 года был отправлен в отставку ввиду слабых результатов клуба .